# Ernst Sars

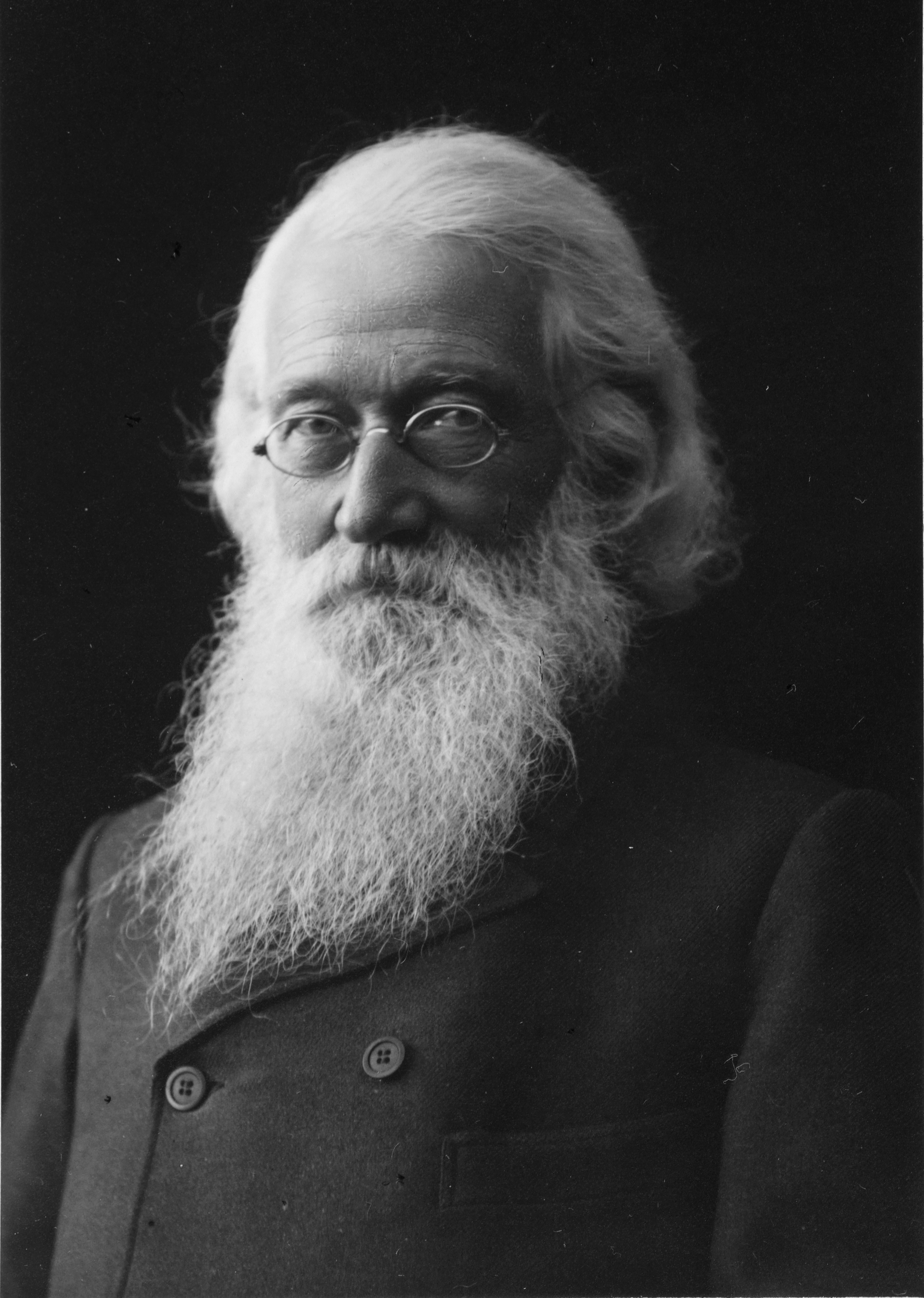
Ernst Sars

Johan Ernst Welhaven Sars (* 11. Oktober 1835 in Kinn (heute Vestland), Sogn og Fjordane; † 27. Januar 1917, in Aker (heute Oslo)) war ein norwegischer Historiker.
Seine Eltern waren der Pfarrer und spätere Professor Michael Sars und dessen Frau Maren Cathrine Welhaven. Er blieb unverheiratet. Er wohnte bis zum Tode seiner Mutter zusammen mit seinem Bruder bei der Mutter. Danach zog er mit seinem Bruder und seiner Schwester Mally Lammers nach Bestum in Aker, wo er starb.
Der Vater war zwar Pfarrer, war aber eigentlich am meisten an der Biologie interessiert. Er hatte sich zum Theologiestudium gezwungen gesehen, um seinen Lebensunterhalt zu sichern. Neben seinem Pfarrerberuf ging er weiterhin seinen naturwissenschaftlichen Interessen nach. Besonders hatte es ihm die Meeresbiologie angetan. Deshalb übernahm er 1839 eine Pfarrei in Manger, einem Schärengebiet.
1849 kam Sars auf die Kathedralschule in Bergen, die er 1853 mit sehr gutem Zeugnis verließ. Im selben Jahr fuhr er nach Christiania, legte das Examen artium ab und begann sogleich mit dem Studium. Hier wurde er vom Bruder seiner Mutter Johan Sebastian Welhaven unterstützt. Ein Jahr später kam seine Familie ebenfalls nach Christiania, weil sein Vater an der Universität einen außerordentlichen Lehrstuhl für Biologie erhalten hatte. Das Haus der Familie wurde bald zu einer Begegnungsstätte für Autoren, Künstler und Akademiker.
Wie sein Bruder Ossian dachte auch er zunächst daran, in die naturwissenschaftlichen Fußstapfen seines Vaters zu treten, und nach Ablegung des Zwischenexamens begann er ein Medizinstudium. Aber von Welhaven ermuntert, sandte er im Mai 1856 eine Arbeit auf eine Preisaufgabe der Universität über die Kalmarer Union ein. Er errang damit die Goldmedaille. Danach widmete er sich der Geschichte.
In den Sommern 1858 und 1859 war er auf Kosten des Quellenschriftfonds in Kopenhagen und fertigte Abschriften norwegischer Akten im dänischen Archiv an. 1858 begann er auch mit seiner ersten großen Veröffentlichung über Norwegen unter der Vereinigung mit Dänemark, die von 1858 bis 1865 in vier Bänden herauskam. Es war die erste umfassende Darstellung der Geschichte Norwegens unter dänischer Herrschaft. Damit folgte er auch den Ambitionen einer neueren Historikergeneration. Die vorangegangene Generation nach 1814 mit Keyser und Munch hatten das neue Norwegen direkt an die vordänische Zeit angeknüpft. Sie hatten die neue Freiheit als Fortsetzung der alten Freiheit angesehen und deuteten die Konflikte ihrer Zeit als solche, die es schon im alten Norwegen gegeben habe. Aber mit der Modernisierung des Staates wurden die Fragen nach der Kontinuität der norwegischen Geschichte immer drängender.
Die neue Historikergeneration, zu der neben Sars auch Ludvig Daae, Michael Birkeland und Oluf Rygh gehörten, hatte sich im Kreis „Det lærde Holland“ bei Paul Botten-Hansen zusammengefunden. Nach 1863 spaltete sich der Kreis, und um Sars und A. O. Vinje bildete sich der Kreis „Døleringen“, der bald in schroffen Gegensatz zu den „Hollænderne“ geriet, besonders im Hinblick auf den Skandinavismus und die Unionspolitik. Sie gaben 1867 die Zeitschrift Vort Land (Unser Land) heraus, ein Kampfblatt gegen die Vertiefung der norwegisch-schwedischen Union, wie der „Zweite Unionsausschuss“ sie vorgeschlagen hatte.
1860 bis 1874 war er Assistent im norwegischen Reichsarchiv. 1865 war er wieder in Kopenhagen und kopierte Quellen. Nun begann er, sich systematischer mit der zeitgenössischen Geschichtsschreibung und Geschichtsphilosophie zu befassen. Er las die europäischen Historiker und verfolgte die Debatten über den Positivismus und andere moderne Strömungen in der englischen, französischen und deutschen Literatur. In einer Vorlesungsreihe im Winter 1870/1871 brachte er den Positivismus in die norwegische Diskussion ein, während sein Bruder Ossian zur gleichen Zeit Vorlesungen über den Darwinismus hielt.
Bald hielt er Vorlesungen über die norwegische Geschichte. Das gab ihm die Grundlage für den ersten Band seines Hauptwerkes Udsigt over den norske Historie (Überblick über die norwegische Geschichte) in vier Bänden. Im Gegensatz zu den Anhängern des Skandinavismus, die meinten, das neue Norwegen habe seine wesentlichen Elemente in der politischen und sozialen Entwicklung der dänisch-norwegischen Unionszeit empfangen und dass es vor allem der Beamtenstand sei, der diese Kontinuität garantiere, wollte Sars zeigen, dass es tiefere und gewichtigere Kontinuitätslinien gebe, die bis in die Wikingerzeit zurückreichten. Das Mittelalter sei gekennzeichnet vom Kampf zwischen einer alten Clan-Aristokratie mit ihren Wurzeln in einer Stammesverfassung und einem neueren, christlichen Reichskönigtum. Als die Königsmacht die Aristokratie niedergekämpft habe, sei diese zu einem Stand freier Bauern herabgesunken, der seine Freiheit gegen feudale Tendenzen verteidigt habe. In diesem frei gebliebenen Bauernstand sah Sars die „Herrlichkeit und Stärke“ der norwegischen Gesellschaft. Dass die Norweger ein Bauernvolk geworden seien, sei im Spätmittelalter eine Schwäche Norwegens gewesen, aber eine Stärke in einer demokratischen Zeit wie das 18. Jahrhundert, und es sei die Begeisterung für die Bauernfreiheit gewesen, die das Befreiungswerk 1814 zuwege gebracht habe. Er leugnete nicht, dass mit der Union mit Dänemark ein neuer Zeitabschnitt begonnen hatte mit einer dänischen Oberklasse in Norwegen, aber er bestand darauf, dass diese Oberklasse sich im 18. Jahrhundert mehr und mehr mit Norwegen identifiziert habe. Die beiden Schichten hätten sich allmählich verschmolzen, und die Entwicklung gehe mehr und mehr in Richtung einer nationalen Integration und werde schließlich in die nationale Selbständigkeit münden. Nach 1905 gestanden ihm selbst seine Gegner zu, dass er recht behalten hatte. Nach seiner Ansicht kam die Selbständigkeit von innen heraus und nicht von außen. Darin stand er im Gegensatz zu den konservativen Historikern wie Yngvar Nielsen.
Mit seinem ersten Band zur Norwegischen Geschichte wurde Sars unter den Historikern nicht nur in Norwegen, sondern auch in Dänemark, Schweden und Deutschland bekannt. Er wurde daraufhin gegen den Widerstand konservativer Politiker außerordentlicher Professor an der Universität Christiania.
1877 bis 1878 gab er die Zeitschrift Nyt norsk Tidskrift und 1882 bis 1887 die Zeitschrift Nyt Tidsskrift, die 1892 bis 1895 in einer neuen Reihe erschien, heraus. Die Zeitschriften hatten zum Ziel, die Leserschaft mit den neuen Geistesströmungen der Zeit bekannt zu machen. 1879 engagierte er sich zusammen mit Bjørnson auf Seiten der Linken in den politischen Auseinandersetzungen. Im Verfassungsstreit von 1882 verfasste er eine Abhandlung Historisk Indledning til Grundloven (Historische Einleitung zur Verfassung). Er schrieb auch eine politische Geschichte Norwegens von 1815 bis 1905 und hielt Vorlesungen bis 1911.
Mit der 1905 eingetretenen Selbständigkeit Norwegens, die er in seinen Werken vorausgesagt hatte, wurde seine Version der norwegischen Geschichte die absolut herrschende Lehre.